# جیووانی باتیستا پیاتی

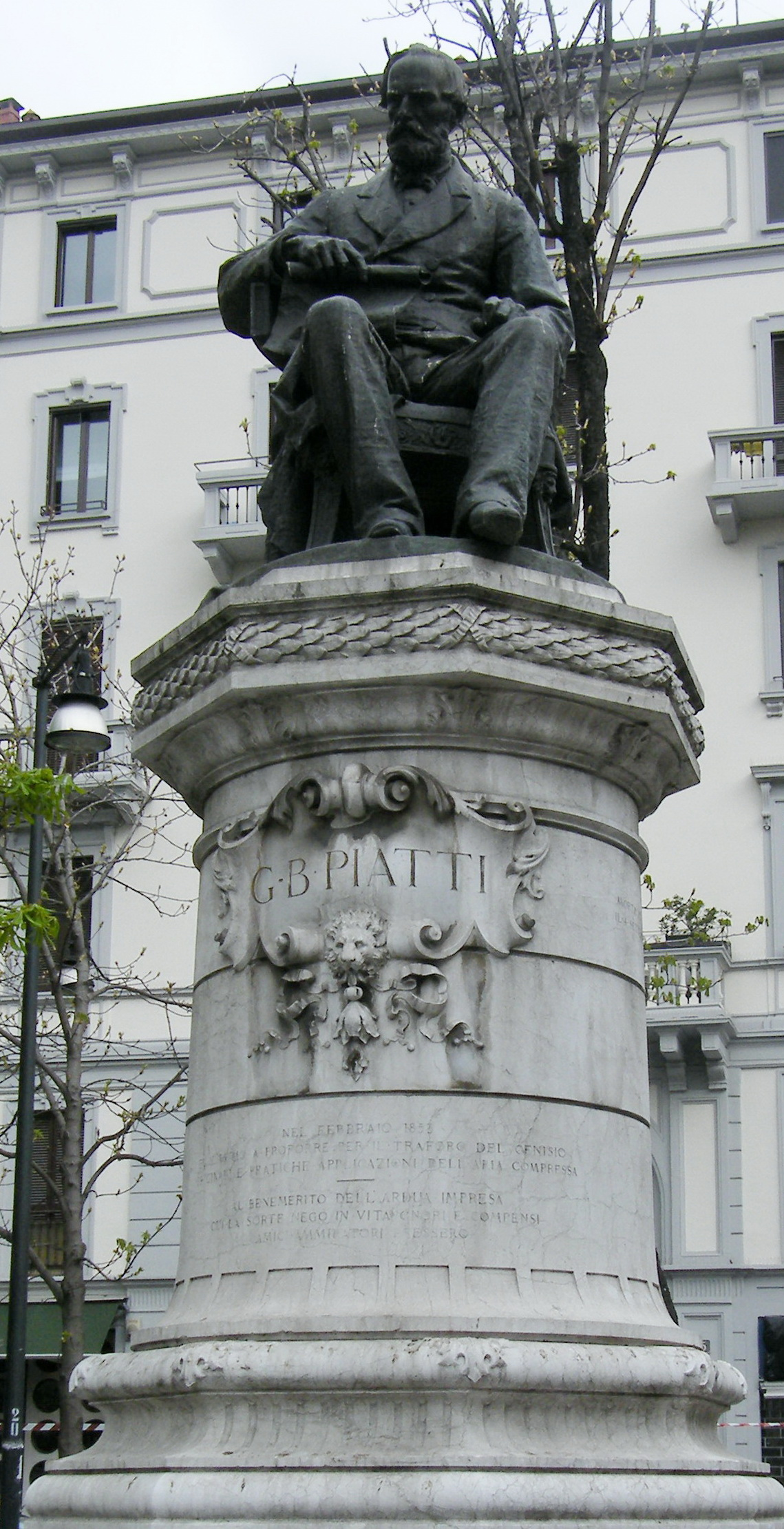
تندیس یادبود پیاتی در میلان

جیووانی باتیستا پیاتی (۱۸۱۲-۱۸۶۷) مهندس شهرسازی مشهور ایتالیایی اهل میلان.او در زمینهٔ حفاری دست به نوآوری‌هایی زد و آن را در تونل‌سازی در شهر میلان بکاربرد.هم اکنون مجسمه یادبودی از این شهرساز قرن نوزدهم در شهر میلان موجود است.